# Буфало (Јужна Каролина)
Буфало (енгл. Buffalo) насељено је место без административног статуса у америчкој савезној држави Јужна Каролина.

## Демографија
По попису из 2010. године број становника је 1.266, што је 160 (-11,2%) становника мање него 2000. године.
| Група             | 2000.         | 2010.         |
| Белци             | 1.173 (82,3%) | 1.064 (84,0%) |
| Афроамериканци    | 219 (15,4%)   | 178 (14,1%)   |
| Азијати           | 5 (0,4%)      | 3 (0,2%)      |
| Хиспаноамериканци | 18 (1,3%)     | 8 (0,6%)      |
| Укупно            | 1.426         | 1.266         |